# 阙丘增五
阙丘增五（麒麟座20），又名BD-04 1840，HD 54810、SAO 134282、HR 2701，是麒麟座的一颗恒星，视星等为4.92，位于銀經218.85，銀緯2.23，其B1900.0坐标为赤經7h 5m 15.6s，赤緯-4° 2.23′ 51″。